# Rückweiler
Rückweiler ist eine Ortsgemeinde im Landkreis Birkenfeld in Rheinland-Pfalz. Sie gehört der Verbandsgemeinde Baumholder an.

## Geschichte
Der Ort wurde am 5. März 1332 als Rickwilre erstmals urkundlich erwähnt. Nach wechselnden Herrschaften und verschiedenen Streitigkeiten wurde Rückweiler in einem Schiedsspruch 1440 der Grafschaft Veldenz zugewiesen. Mit dieser fiel es vier Jahre später an Pfalz-Zweibrücken.
Im Jahr 1794 wurde das Linke Rheinufer von französischen Revolutionstruppen eingenommen. Von 1798 bis 1814 gehörte Rückweiler zum Kanton Baumholder im Departement der Saar. Aufgrund der auf dem Wiener Kongress (1815) getroffenen Vereinbarungen kam die Region 1816 zum sachsen-coburgischen Fürstentum Lichtenberg, dem es bis 1834 angehörte. Die Gemeinde Rückweiler gehörte zunächst zur Bürgermeisterei Berschweiler, von 1823 an zur Bürgermeisterei Burglichtenberg (siehe auch Liste der Gemeinden im Fürstentum Lichtenberg). Nach dem Verkauf an Preußen und der Auflösung des Fürstentums Lichtenberg kam Rückweiler zum neu errichteten Kreis St. Wendel in der Rheinprovinz. Seit 1937 gehört Rückweiler zum Landkreis Birkenfeld und ist seit 1946 Teil des Landes Rheinland-Pfalz.
Bevölkerungsentwicklung
Die Entwicklung der Einwohnerzahl von Rückweiler, die Werte von 1871 bis 1987 beruhen auf Volkszählungen:
| Jahr | Einwohner |
| 1815 | 127       |
| 1835 | 162       |
| 1871 | 169       |
| 1905 | 241       |
| 1939 | 292       |
| 1950 | 310       |

| Jahr | Einwohner |
| 1961 | 355       |
| 1970 | 355       |
| 1987 | 381       |
| 1997 | 430       |
| 2005 | 440       |
| 2023 | 383       |

## Politik

### Bürgermeister
Lutz Altekrüger ist seit dem 9. Juli 2014 Ortsbürgermeister von Rückweiler.
Er wurde im Juni 2024 wiedergewählt.
Altekrügers Vorgänger Leo Werle hatte das Amt seit 1999 ausgeübt, war 2014 aber nicht erneut angetreten.

### Wappen
| Wappen von Rückweiler | Blasonierung: „In geteiltem Schild oben in Silber ein rotbewehrter und gezungter wachsender blauer Löwe, unten in Grün ein goldener, mit rotem Band umwundener Erntekranz, belegt mit einem goldenen Kreuz.“                          |
| Wappen von Rückweiler | Wappenbegründung: Der blaue Löwe verweist auf die ehemalige Zugehörigkeit zur Grafschaft Veldenz. Das Erntekreuz erinnert an das jährliche Erntedankfest. Das Wappen wurde 1965 vom rheinland-pfälzischen Innenministerium genehmigt. |

## Kultur und Sehenswürdigkeiten

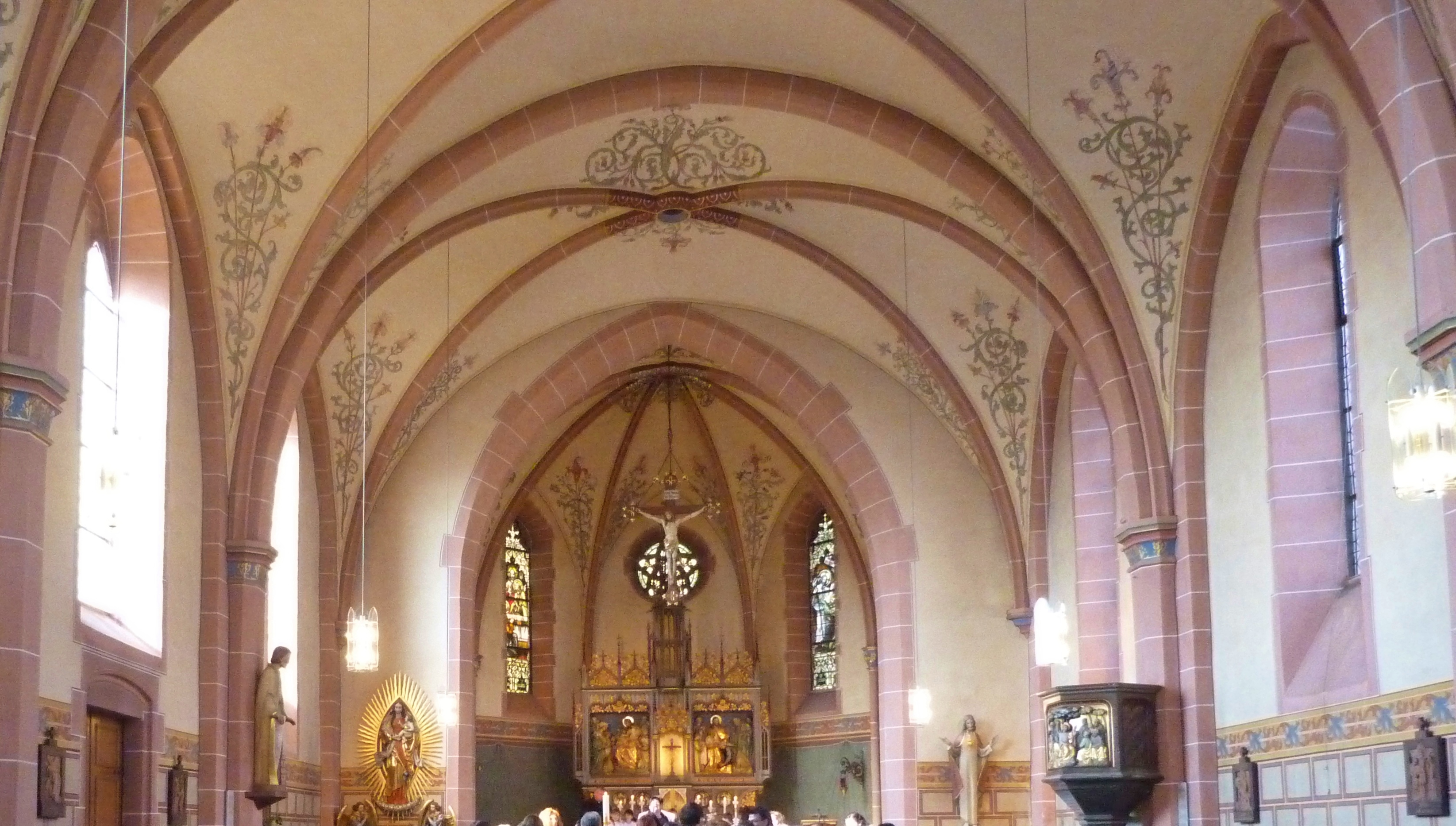
Innenraum der Herz-Jesu-Kirche

Die Herz-Jesu-Kirche, die auch Heidedom genannt wird, wurde 1907 bis 1908 im neugotischen Stil errichtet und besitzt bemerkenswerte Deckenmalereien.
Siehe auch: Liste der Kulturdenkmäler in Rückweiler

## Wirtschaft und Infrastruktur
Rückweiler hat einen Kindergarten und ein Dorfgemeinschaftshaus. Im Süden verläuft die Bundesautobahn 62. In Heimbach ist ein Bahnhof der Bahnstrecke Bingen–Saarbrücken.